# Valery Bulyshev
Valery  Pavlovich Bulyshev (né le 15 juin 1939 et mort le 15 août 2013) est un athlète russe, spécialiste du 800 mètres.

## Biographie
Concourant sous les couleurs de l'URSS, il remporte la médaille d'argent du 800 mètres lors des championnats d'Europe d'athlétisme de 1962, à Belgrade.
Il participe aux Jeux olympiques de 1960 et de 1964 sans atteindre la finale.

### Palmarès
| Date | Compétition           | Lieu     | Résultat | Épreuve | Performance  |
| ---- | --------------------- | -------- | -------- | ------- | ------------ |
| 1962 | Championnats d'Europe | Belgrade | 2e       | 800 m   | 1 min 51 s 2 |

### Records
| Épreuve | Performance  | Lieu | Date         |
| ------- | ------------ | ---- | ------------ |
| 800 m   | 1 min 46 s 9 | Kiev | 18 août 1964 |